# Michael Browne
Pour les articles homonymes, voir Browne.
Michael Browne, né le 6 mai 1887 et mort le 31 mars 1971, est un prêtre dominicain irlandais, et maître de l'Ordre des Prêcheurs (dominicains) de 1955 à 1963. Théologien du Saint-Siège, il est créé cardinal de l'Église catholique en 1962.

## Biographie
Michael Browne entre chez les dominicains en 1903 à Dublin. Il étudie au Rockwell College, puis à la Basilique Saint-Clément-du-Latran de Rome ainsi qu'à l'Université de Fribourg. 
Michael Browne est ordonné prêtre le 21 mai 1910. Il devient enseignant en philosophie à l'Angelicum (Université dominicaine de Rome) à partir de 1919. 
Maître de l'Ordre des Prêcheurs (dominicains) de 1955 à 1963, il est créé cardinal par le pape Jean XXIII lors du consistoire du 19 mars 1962 avec le titre de cardinal-diacre de S. Paolo alla Regola.
Un mois plus tard, il est consacré évêque par le pape lui-même, avec le titre d'archevêque titulaire d'Idebessus (de).
Il meurt à 83 ans le 31 mars 1971.